# Johann David Erdmann Preuss
Johann David Erdmann Preuß, född 1 april 1785 i Landsberg an der Warthe, död 25 februari 1868 i Berlin, var en tysk historiker.
Preuß var 1816-60 lärare i tyska språket, historia och geografi vid Friedrich Wilhelms-Institut i Berlin och från 1841 även preussisk historiograf. Han skildrade i synnerhet Fredrik den stores historia, bland annat i Friedrich der große (fyra band text och fem band urkunder, 1832-34) och Lebensgeschichte des großen Königs Friedrich von Preußen (två band, 1834) samt utgav "Œuvres de Frédéric le Grand " (30 band, 1846-57).